# Rabije Kadir
Rabije Kadir (ujg. ﺭﺍﺑﯩﻴﻪ ﻗﺎﺩﯨﺮ, Rabiye Qadir; chiń. upr. 热比娅·卡德尔; chiń. trad. 熱比婭·卡德爾; pinyin Rèbǐyǎ Kǎdé’ěr; ur. 21 stycznia 1947 r. w Altay) – prominentna ujgurska działaczka polityczna i biznesmenka pochodząca z Sinciangu. Oskarżana przez władze chińskie o terroryzm i działalność separatystyczną, zarzuca się jej m.in. inspirowanie zamieszek z 2009 roku. Obecnie na emigracji. Od 2006 r. przewodnicząca Światowego Kongresu Ujgurów. 
W latach 90. była jedną z pięciu najbogatszych ludzi w Chinach. Była deputowaną Ludowej Politycznej Konferencji Konsultatywnej Chin VIII kadencji (1993-1998) oraz oficjalną przedstawicielką Chin na konferencji ONZ w sprawie kobiet, która odbyła się w 1995 roku w Pekinie. Po krwawo stłumionych przez władze zamieszkach w Kuldży w lutym 1997 roku publicznie skrytykowała rząd. Na skutek tego objęto ją dozorem policyjnym, odebrano paszport i zabroniono ponownego ubiegania się o mandat LPKKCh. Po tym, jak przesłała zachodnim gazetom dowody na dyskryminację Ujgurów w Chinach, została w 1999 roku aresztowana pod zarzutem niepłacenia podatków i ujawnienia tajemnicy państwowej. Skazana w 2000 roku na 8 lat więzienia za działanie przeciw bezpieczeństwu państwa, wyszła z więzienia w 2005 roku, po naciskach administracji amerykańskiej. Tuż po wyjściu z więzienia za zgodą władz wyjechała z Chin, oficjalnie "w celu leczenia". Zamieszkała w USA u boku męża, Sidika Rouziego, także dysydenta, który w 1996 roku otrzymał azyl w Stanach Zjednoczonych.
W listopadzie 2006 roku została wybrana na przewodniczącą Światowego Kongresu Ujgurów. W odpowiedzi władze chińskie oskarżyły trzech przebywających w Chinach jej synów o przestępstwa podatkowe i działalność przeciw bezpieczeństwu państwa. Dwóch zostało skazanych na kary grzywny, w tym jednego także na karę 7 lat więzienia. Trzeci z oskarżonych synów w kwietniu 2007 roku otrzymał wyrok 9 lat więzienia i 3 lat pozbawienia praw publicznych. 